# Francisco Javier Arellano Félix
Francisco Javier Arellano Félix (Culiacán, Sinaloa, 11 de diciembre de 1969) apodado El Tigrillo, es un exnarcotraficante mexicano que junto a sus hermanos fundó y dirigió el Cártel de Tijuana, una organización criminal dedicada al narcotráfico.

## Biografía
Francisco Javier Arellano Félix nació el 11 de diciembre de 1969 en Culiacán, Sinaloa. Es el último de los seis hermanos Arellano Félix: Francisco Rafael, Benjamín, Carlos, Eduardo, Ramón y Francisco Javier. También tiene una hermana, Enedina Arellano Félix, de quién se dice es la actual líder de la organización.
Francisco Javier asumió el liderazgo del Cártel de Tijuana tras el arresto de su hermano Benjamín en marzo de 2002, su hermano mayor Ramón Arellano había sido asesinado un mes antes en un atentado en la ciudad de Mazatlán, por lo que al asumir el mando comenzaría el declive del cártel.

## Captura y situación penal
Javier Arellano fue capturado por los guardacostas a bordo del USCGC Monsoon el 16 de agosto de 2006, mientras pescaba en el Dock Holiday a unos 25 km de la costa de Baja California Sur, en aguas internacionales.
La DEA había recibido un aviso sobre su paradero. Se había ofrecido una recompensa de 5 millones de dólares por su captura, pero la información que condujo a su captura aparentemente no provenía de alguien que buscara la recompensa. El 5 de noviembre de 2007, fue sentenciado a cadena perpetua después de declararse culpable en septiembre de 2007 de dirigir una empresa criminal y lavar dinero.
En junio de 2015, la condena de Arellano Félix fue reducida a 23 por cooperar con las autoridades durante su encarcelamiento.

## En la cultura popular
Un personaje basado en Francisco Javier Arellano Félix apareció en la serie de televisión El Chapo de 2017.